# Mauzol
Mauzol (grč.: Μαύσωλος; Mauzolus) bio je antički vladar (satrap) u maloazijskoj perzijskoj provinciji Kariji (377. – 353. pr. Kr.). Pročuo se kad je uzeo učešće u satrapskoj pobuni (367. pr. Kr.) protiv velikog kralja Perzijskog Carstva Artakserksa II. Mnemona (362. pr. Kr.). Nakon toga Mauzol je zauzeo veliki dio Licije, Jonije i nekoliko otoka Dodekaneza kasnije se udružio s otokom Rodosom u takozvanim Savezničkim ratovima (357. – 355. pr. Kr.) protiv Atene. 
Mauzol je poznat po tome što je Halikarnasu vratio status glavnog karijskog grada, kojeg je ranije držao grad Milas. Mauzol je bio najstariji sin Hekatomna, koji je nakon smrti perzijskog satrapa Tisaferna 395. pr. Kr., postao satrap Karije.
Satrap Mazol je danas najpoznatiji po svojoj monumentalnoj grobnici Mauzoleju iz Halikarnasa, koji je podignula njegova sestra, žena, udovica i nasljednica na tronu Artemizija II. Antipater iz Sidona, odmah je Mauzolej proglasio jednim od Sedam svjetskih čuda.
Mauzolej su izveli arhitekti Satiros i Pitis, i kipari Skopas s otoka Parosa, Leokar, Briaksis i Timotej, koji su mauzolej dovršili nakon smrti kraljice Artemizije II.

## Poveznice
- Mauzolej u Halikarnasu
- Hekatomno
- Artemizija II.

| Prethodnik:                     | Satrap Karije (377. - 353. pr. Kr.) | Nasljednik:                          |
| Hekatomno (391. - 377. pr. Kr.) | Satrap Karije (377. - 353. pr. Kr.) | Artemizija II. (353. - 351. pr. Kr.) |

## Vanjske poveznice
- Mauzol (Livius.org, Jona Lendering)  Arhivirana inačica izvorne stranice od 30. listopada 2013. (Wayback Machine)
- Karija (Livius.org, Jona Lendering)  Arhivirana inačica izvorne stranice od 1. siječnja 2015. (Wayback Machine)
- Mauzol (enciklopedija Britannica)